# Jaworznik (dopływ Brynicy)
Jaworznik – potok w województwie śląskim, lewy dopływ Brynicy o długości 8,91 km, którego źródła znajdują się w Siemoni, Rogoźniku i Twardowicach głównie w wyrobiskach po kopalni piasku.
W latach 70. XX w. na potoku w Rogoźniku utworzono sztuczne zbiorniki wodne.